# Долинин, Аркадий Семёнович
Аркадий Семёнович Долинин (первоначально Арон Симонович Искоз, впоследствии и в ряде публикаций Искоз-Долинин; 23 апреля [5 мая] 1880, Монастырщина, Могилёвская губерния — 23 августа 1968, Токсово, Ленинградская область) — русский и советский литературовед и критик.

## Биография
Родился в зажиточной еврейской семье, отец — Симон Абрамович Искоз. Сдал экстерном экзамены при Стародубской гимназии (за исключением древних языков). Работал земским статистиком в Смоленской губернии. Под угрозой ареста за агитацию среди крестьян уехал за границу, учился в Вене (1904—1906).
По возвращении в Россию (1907) окончил историко-филологический факультет Императорского Санкт-Петербургского университета. Преподавал словесность в гимназиях и училищах Петербурга (1911).
Публиковался с 1906 года (статья «О символистах» в немецком журнале «Das Wort»). Занимался в Пушкинском семинаре С. А. Венгерова. В 1909 году прочитал там доклад о «Цыганах» (опубликован в 1914), ставший первой крупной работой Долинина. В 1910-е годы печатался в журналах «Заветы» и «Русская Мысль», газете «Речь».
В 1915—1917 годах служил в действующей армии, в 1918—1920 годах работал в Архангельске, печатался в местной прессе, редактировал литературное приложение к газете «Возрождение Севера». В 1920-е годы преподавал в петроградских вузах.
Автор статей о русской литературе XIX—XX вв., но прежде всего — работ о творчестве Ф. М. Достоевского. Профессор, преподавал на филфаке Ленинградского университета. Подвергался несправедливой проработочной критике (В. В. Ермилов и др.).

## Семья
Отец востоковеда Анны Аркадьевны Искоз-Долининой, лингвиста Константина Аркадьевича Долинина и географа, профессора Алексея Аркадьевича Искоз-Долинина. Ещё один сын — Юрий Аркадьевич Искоз-Долинин (1919—1942) — будучи слушателем офицерских курсов, умер во время блокады Ленинграда.
Дед режиссёра и сценариста киностудии «Ленфильм» Дмитрия Долинина (род. 1938), литературоведа, профессора университета штата Висконсин в Мэдисоне Александра Долинина (род. 1947).
Сестра — Белла Семёновна Искоз — была замужем за историком С. Н. Валком, близким другом А. С. Долинина. Племянница (дочь брата Марка Семёновича Искоза (1874—1956)) — советский лингвист и филолог-германист Ася Марковна Искоз (1908—1993).

## Избранные труды
- «В творческой лаборатории Достоевского (История создания романа "Подросток»). Л.: Советский писатель, 1947. — 174 с.
- «Последние романы Достоевского» (1963)
- «Достоевский и другие» (1989)